# Фишман-Маймон, Ада
Ада Фишман-Маймон (ивр. עדה מימון פישמן‎, варианты: Ада Маймон-Фишман, Ада Маймон, настоящая фамилия Фишман; 8 октября 1893, Маркулешты, Сорокский уезд, Бессарабская губерния — 10 октября 1973, Израиль) — израильский политический деятель, пионерка и лидер женского рабочего движения в Палестине.

## Биография
Ада Фишман родилась в бессарабской еврейской земледельческой колонии Маркулешты (ныне Флорештский район Молдавии) в 1893 году. Её старший брат — Лейб Фишман (впоследствии один из политических деятелей, подписавших Декларацию независимости Израиля) до 1905 года был в Маркулештах раввином. Под влиянием брата Ада Фишман увлеклась сионистской идеологией и в 1912 году поселилась в Палестине. Была сторонницей рабочего сионистского движения, сочетавшего сионизм с социалистическими воззрениями, в том числе с идеей эмансипации женщин.
Принимала участие в работе нескольких Всемирных сионистских конгрессов. Основательница движения «Моэцет hаПоалот» (Совет трудящихся женщин), член исполкома всемирной организации ВИЦО, представитель рабочей партии «Мапай» в профсоюзной федерации Палестины («Гистрадут»). В 1914 году основала школу для девочек в Цфате, была членом центрального комитета движения «Апоэль Ацаир» в 1913—1920 годах, делегатом конференции движения в Праге (1920). В 1930 году основала сельскохозяйственую школу «Аянот» в Нахалале.
После Второй мировой войны возглавляла иммиграционный отдел Гистрадута. В 1946—1947 годах посещала лагеря переживших Холокост в Германии и на Кипре. С самого создания государства Израиль участвовала в политической жизни страны, была депутатом Кнессета первого и второго созывов (1949—1955).
Ада Маймон-Фишман — автор многочисленных трудов по организации и истории женского рабочего движения, в том числе книг «Тнуат hаПоалот беЭрец-Исраэль» (Женское рабочее движение в Эрец-Исраэль, 1929), «hаХалуца беЭрец-Исраэль» (Женщина-пионер в Эрец-Исраэль, 1930), «Хамишим шнот тнуат hаПоалот, 1904-54» (Пятьдесят лет женского рабочего движения, 1904-54, 1955), и книги воспоминаний (1972). Биография Ады Фишман-Маймон на иврите была опубликована в 1959 году под названием «Женщина и мать в Израиле» (автор — Егудит Харари).

## Семья
Братья:
- Йегуда-Лейб Фишман-Маймон — один из лидеров движения религиозного сионизма «Мизрахи», возглавивший движение после его перевода в Палестину;
- Зхария Фишман (1891, Маркулешты — 1926, Иерусалим) — публицист, архивист, библиограф.